# حديقة فردوسية
حديقة الجنة أو الحديقة الفردوسية هي شكل من أشكال الحدائق ذات الأصل الإيراني القديم، وتحديدًا الأخميني التي طوَّرها المسلمون لتأثرهم بوصف الفردوس في القرآن الكريم، وهي رسمية ومتماثلة وفي أغلب الأحيان مغلقة. الشكل الأكثر تقليدية هو حديقة مستطيلة مقسمة إلى أربعة أرباع مع بركة في الوسط، وهو تصميم رباعي يسمى تشاهار باغ ("أربع حدائق"). أحد أهم عناصر حدائق الجنة هو الماء، حيث تعد البرك والقنوات والجداول والنوافير من السمات المشتركة. تعتبر الرائحة عنصرا أساسيا في الأشجار المثمرة والزهور التي يقع عليها الاختيار لرائحتها.
ويشار إليها أيضًا في كثير من الأحيان باسم الحديقة الإسلامية. انتشر هذا الشكل من الحدائق في مصر ومنطقة البحر الأبيض المتوسط أثناء الفتوحات العربية الإسلامية، ووصل إلى الهند وإسبانيا.

## علم أصول الكلمات
في الأصل كان يُطلق عليها اسم واحد يشير إلى مجمع أو حديقة محاطة بسور، من " pairi " ("حول") و" daeza " أو " diz " ("جدار"، "طوبة"، أو "شكل")، استعار الفيلسوف والمؤرخ زينوفون الأثيني الكلمة الإيرانية القديمة *paridaiza(h) والكلمة الإيرانية القديمة المتأخرة (*pardēz أو pairidaēza) الأفستية، والفارسية القديمة (*paridaida، والفارسية القديمة المتأخرة pardēd) إلى اليونانية باسم paradeisos . :8يُستخدم هذا المصطلح للإشارة إلى جنة عدن في الترجمات اليونانية للعهد القديم.:8
في اللغة الفارسية، كلمة فردوس تعني الجنة والحديقة.:8

## التاريخ
أقدم حديقة فارسية مسجلة تعود إلى كورش الكبير، في عاصمته باسارجاد في مقاطعة فارس شمال شيراز. وهو أقدم مخطط سليم يشير إلى عناصر حديقة الجنة.:7من المرجح أن الحديقة كانت مزروعة بأشجار السرو [الإنجليزية] والرمان والكرز، وكانت ذات مخطط هندسي وممرات مائية حجرية. شكلت هذه المجاري المائية المحور الرئيس والمحاور الثانوية للحديقة الرئيسة في باسارجاد، مما أنتج التصميم الرباعي لحديقة تشاهار باغ. :8في الإمبراطورية الأخمينية، كانت الحدائق تحتوي على أشجار الفاكهة والزهور، بما في ذلك الزنبق والورد. في عام 330 قبل الميلاد، رأى الإسكندر الأكبر قبر كورش الكبير وسجل أنه كان يقع في بستان مروي من الأشجار.

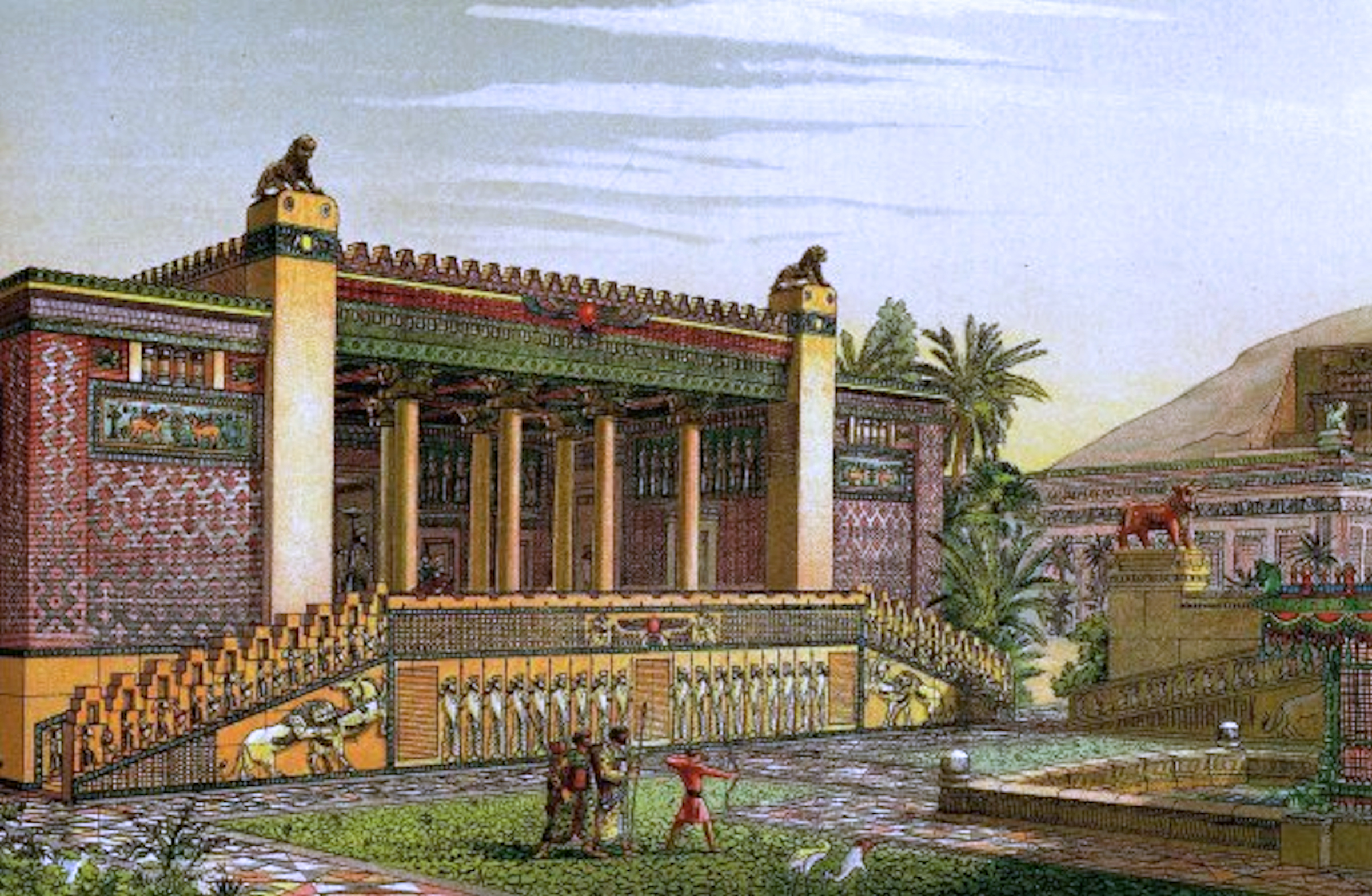
الحدائق خارج قصر داريوس الأول الفارسي في برسيبوليس، مثال على حدائق الفردوس الأخمينية

يُعتقد أن ملوك الأخمينيين بنوا حدائق الفردوس داخل حدائق الصيد الملكية المغلقة، حيث ورثوا تقليد الصيد من الآشوريين، إذ كان صيد الأسد طقسًا يؤكد الملكية.[بحاجة لمصدر]وقد ورث الآشوريون بدورهم تقنياتهم في تصميم المناظر الطبيعية من البابليين.[بحاجة لمصدر]
في القرن الخامس، في وقت غزو بلاد فارس من كورش الأصغر، وصف زينوفون مجمعًا من القصور والأجنحة التي تنتمي إلى أرتحشستا. وشمل ذلك حدائق تسقى بواسطة قنوات مائية - أقدم سجل معروف للجداول والأحواض المائية التي تتغذى بالجاذبية والتي تم ترتيبها في نظام هندسي.:8وقد ذكر الجنرال الإسبرطي ليساندر، الذي انضم إلى كورش كمرتزق، لزينوفون كيف أن الملوك الفرس تفوقوا ليس فقط في الحرب ولكن أيضًا في البستنة، حيث أنشأوا الفردوس حيث جمعوا النباتات، وخاصة الأشجار المثمرة والحيوانات التي واجهوها أثناء الحملات الأجنبية.:8
وقد أعاد العرب المسلمين تفسير التصميم الرباعي لاحقًا من الناحية الإسلامية بعد غزو بلاد فارس في القرن السابع، وأصبح مرتبطًا بالمفهوم الإبراهيمي للجنة. جاء في سفر التكوين 2: 10: "وكان نهر يخرج من عدن ليسقي الجنة، ومن هناك ينقسم فيصير أربعة رؤوس". حيث يذكر القرآن أربعة أنهار: من الماء، واللبن، والخمر، والعسل.
بحلول القرن الثالث عشر انتشرت الحدائق مع الإسلام في جميع أنحاء مصر وشمال إفريقيا والبحر الأبيض المتوسط وإسبانيا (الأندلس) . وصل هذا النمط من الحدائق إلى الهند خلال القرن السادس عشر في عهد الأمير بابور، أول إمبراطور لسلطنة مغول الهند.:9أصبحت معظم الحدائق المغولية تحتوي على قبر أو جناح في الوسط، وأشهرها تاج محل، على الرغم من أن الحديقة الأصلية تغيرت بشكل كبير مع انحدار الإمبراطورية المغولية والحكم الاستعماري البريطاني.

## السمات
الخطة الأساسية لحديقة الجنة هي تخطيط رباعي ( شارباغ ) مع بركة أو نافورة في الوسط. وتضمنت التصميمات اللاحقة جناحًا أو ضريحًا عندما بدأت تتطور إلى رموز متقنة للمكانة الاجتماعية. يتم عادةً تقسيم التصميم المستطيل أو المستقيم إلى أرباع بواسطة قنوات المياه المصنوعة باستخدام نظام القنوات القديم.

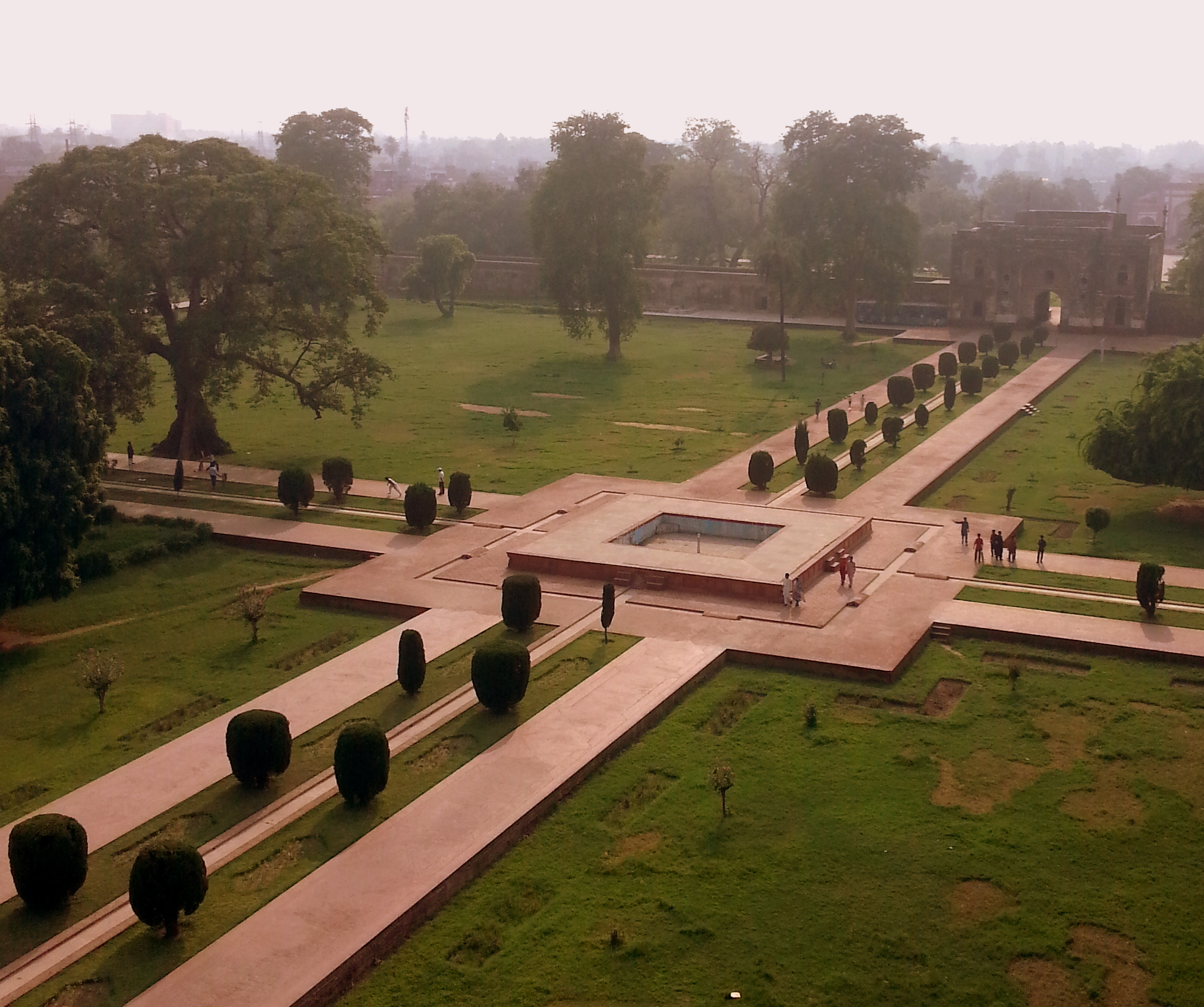
تخطيط شارباغ في قبر جهانجير في لاهور

من السمات المهمة والمشتركة الاستخدام المتقن للمياه، غالبًا في القنوات أو البرك أو الجداول ، وأحيانًا في النوافير ، ونادرًا في الشلالات. وقد أدى ذلك إلى خلق صوت الماء الجاري المهدئ وكان له أيضًا غرض عملي وهو تبريد الهواء.
تعتبر الزهور العطرية والأشجار المثمرة من العناصر الأساسية. تم غمر الأرض التي زرعت فيها النباتات أو رفع الممرات بحيث يتمكن المارة من قطف الفاكهة الطازجة بسهولة أثناء سيرهم في الحديقة. وكان الزيتون والتين والتمر والرمان من الأشجار المنتشرة في كل مكان ولها أهمية رمزية قرآنية. وصلت أشجار البرتقال من الهند عبر طريق الحرير بحلول القرن الحادي عشر ودُمجَت لرائحتها وجمال أزهارها.

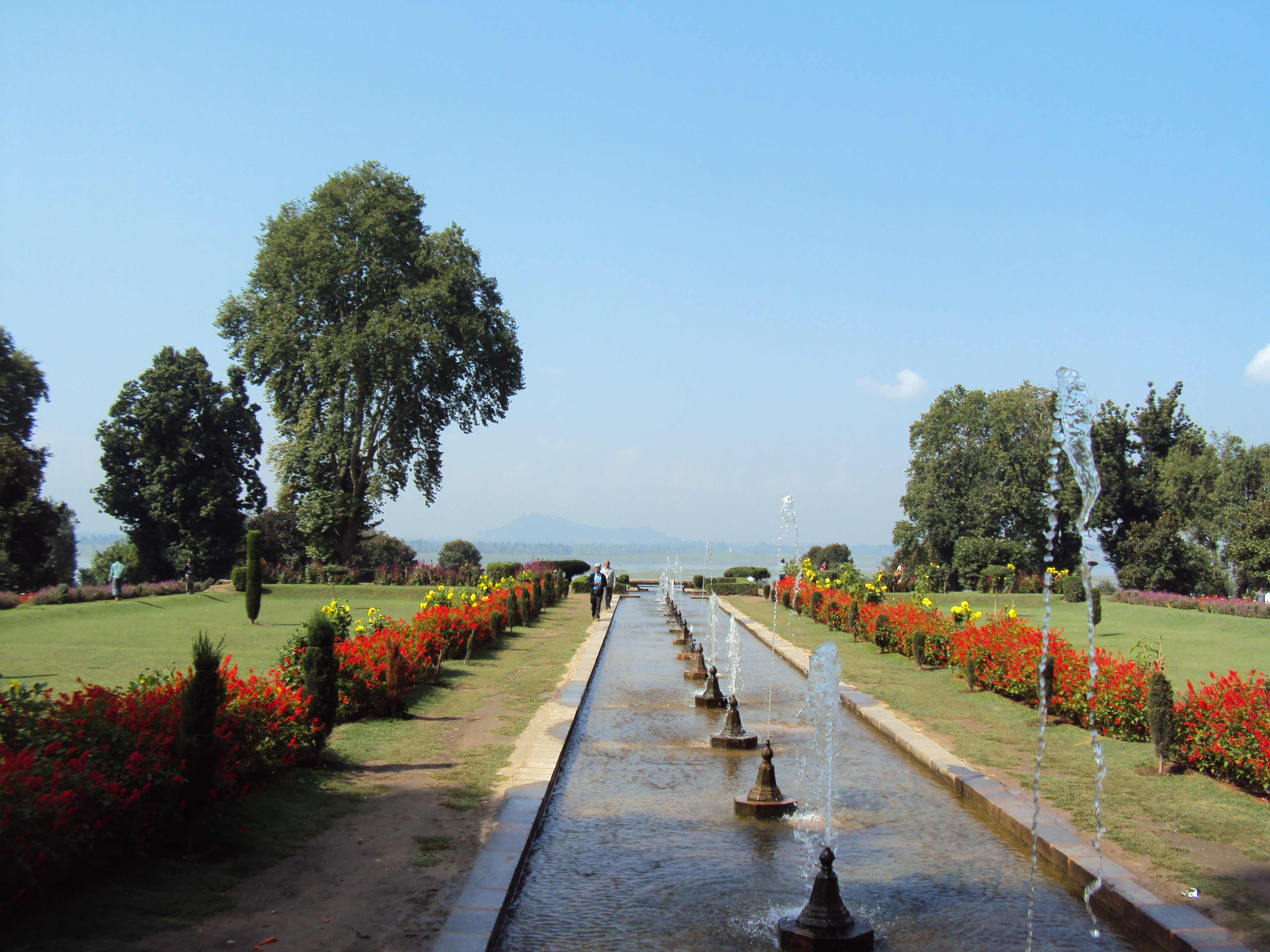
شالمار باغ، سرنجار ، كشمير، حيث نرى مجرًى مائيًّا

وعادة ما تكون محاطة بجدران عالية توفر الظل والحماية، وهو أمر مرغوب فيه بشكل خاص في المناخ القاسي والجاف حيث ازدهر هذا النوع من الحدائق.

## التفسير
يُعتقد أن الكثير من استخدامات ورمزية حديقة الفردوس مستمدة من جنة عدن والفردوس في القرآن، على الرغم من أن معظم عناصر التصميم سبقت الديانات الإبراهيمية. في سفر التكوين، وُصفَت جنة عدن بأنها ذات تصميم مشابه للتصميم الرباعي، مع نبع مركزي يغذي أربعة أنهار، كل منها يتدفق إلى العالم الآخر. في القرآن الكريم، وُصفَت الجنة بأنها ذات مياه جارية.
بعد أن خرج الإنسان من الصحراء، أصبح العطش والامتنان للماء موجودين بكثرة في التقاليد الإسلامية. وفي القرآن الكريم، تعتبر الأنهار المكونات الأساسية للجنة، كما توجد إشارات كثيرة إلى المطر والنافورات. في القرآن الكريم 21:30: (أَوَلَمْ يَرَ الَّذِينَ كَفَرُوا أَنَّ السَّمَاوَاتِ وَالْأَرْضَ كَانَتَا رَتْقًا فَفَتَقْنَاهُمَا ۖ وَجَعَلْنَا مِنَ الْمَاءِ كُلَّ شَيْءٍ حَيٍّ ۖ أَفَلَا يُؤْمِنُونَ). يرتبط الماء بفضائل الطهارة والطاعة.
إن ملذات الفرس الفردوسية أصبحت تُعرف باسم "تجسيد الجنة السماوية الموعودة للمسلم الممارس". :11انتشرت الحدائق التي تمثل الجنة على الأرض أو حدائق الجنة في جميع أنحاء العالم الذي فتحه المسلمون وتطورت إلى أنماط مختلفة وأعظم وأكثر تفصيلاً.

## التأثير
حديقة الجنة هي واحدة من الأنواع القليلة الأصلية والأساسية للحدائق التي اشتقت منها كل الحدائق في التاريخ، وأحيانا في مجموعات.[بحاجة لمصدر] في أبسط أشكالها، تتكون حديقة الجنة من بركة رسمية مستطيلة الشكل، ذات تدفق يكفي فقط لمنحها الحركة، ومنصة لمراقبتها. ومع ذلك، يوفر الجناح مأوى أكثر استدامة من الخيمة الأصلية. توفر الأشجار المتراصة بدقة والمرتبة رسميًا، وخاصة أشجار الشنار أو الدلب ، الظل.[بحاجة لمصدر]
ومن الأمثلة على هذا الأسلوب مدرجات البهائيين في فلسطين وقصر البهجة على جبل الكرمل في فلسطين المحتلة، وكلاهما يحتوي على حدائق واسعة ذات تصميم معقد.

## الأمثلة
- باسارجادي
- باغ دولت آباد في يزد ، تم إنشاؤه في القرن الثامن عشر من قبل الحاكم محمد تقي خان:26
- جشمه علي
- حدائق تاج محل
- حديقة الأزهر، تفسير حديث يقع في القاهرة، مصر

## طالع أيضًا
- تاريخ البستنة
- قائمة بأنواع الحدائق [الإنجليزية]
- حدائق بابل المعلقة
- حدائق جنوب إسبانيا [الإنجليزية] (الأندلس سابقًا)
- حديقة حسية
- بري
- قرية روميو وجولييت [الإنجليزية]

## قراءة إضافية
- ليرمان، جوناس بنزيون (1980). الجنة الأرضية : الحديقة والفناء في الإسلام . مطبعة جامعة كاليفورنيا.(ردمك 0520043634)رقم ISBN 0520043634 .
- فيليرز-ستيوارت، سي إم (1913). حدائق المغول العظماء . آدم وتشارلز بلاك، لندن. نص تاريخي على الإنترنت للحدائق الهندية.

## روابط خارجية
- حدائق مونتي دون الجنة (فيلم وثائقي من إنتاج بي بي سي)